# Västra Limsjaure
Västra Limsjaure är en sjö i Arjeplogs kommun i Lappland och ingår i Piteälvens huvudavrinningsområde. Sjön har en area på 0,18 kvadratkilometer och ligger 438,4 meter över havet.

## Delavrinningsområde
Västra Limsjaure ingår i det delavrinningsområde (737041-160664) som SMHI kallar för Utloppet av Saddajaure. Medelhöjden är 509 meter över havet och ytan är 72,48 kvadratkilometer. Räknas de 201 avrinningsområdena uppströms in blir den ackumulerade arean 3 173,29 kvadratkilometer. Avrinningsområdets utflöde Piteälven mynnar i havet. Avrinningsområdet består mestadels av skog (57 procent). Avrinningsområdet har 21,05 kvadratkilometer vattenytor vilket ger det en sjöprocent på 29 procent.